# رنه رافی
رنه رافی (انگلیسی: René Raphy; ۲۷ دسامبر ۱۹۲۰ – ۱۱ مهٔ ۲۰۰۸) بازیکن فوتبال اهل فرانسه بود.
از باشگاه‌هایی که در آن بازی کرده‌است می‌توان به باشگاه فوتبال آنژه، باشگاه فوتبال رئال مورسیا، باشگاه فوتبال رن، باشگاه فوتبال پیستویزه، و باشگاه فوتبال نیس اشاره کرد.